# 商务中心站
商务中心站是石家庄地铁1号线的地铁车站，位于中华人民共和国河北省石家庄市正定县新城大街与隆兴路交叉口，于2019年6月26日开通。

## 车站结构
商务中心站位于新城大街与隆兴路交叉口，沿新城大街设置，呈南北走向，为地下两层岛式站台车站，车站长238.95米，标准段宽23.1米，车站地下一层为站厅层，地下二层为站台层，站台设置全高站台门。
| 地面              | 出入口 | A、B、D出入口                                                                                           |
| 地下一层          | 站厅   | 客服中心、自动售票机、验票机                                                                            |
| 地下二层          | 站台   | \| \| \| █ 1号线往福泽（园博园） \| \| 島式 · 開左邊车门 \| \| \| \| \| \| █ 1号线往西王（会展中心） \| |
|                   |        | █ 1号线往福泽（园博园）                                                                                 |
| 島式 · 開左邊车门 |        | |
|                   |        | █ 1号线往西王（会展中心）                                                                               |

## 车站出口
商务中心站目前开放3个出入口，各出口及周围设施如下所示：
| 出口编号                             | 照片 | 地点                             | 可到达目的地                                                 |
| ------------------------------------ | ---- | -------------------------------- | ------------------------------------------------------------ |
| 出口 · A · 扶手电梯标志              |      | 新城大街（东侧）                 | 河北师范大学附属中学正定新区校区，雅郡小区，正阳花园         |
| 出口 · B · 扶手电梯标志              |      | 新城大街（东侧）                 | 国金中心                                                     |
| 出口 · D · 升降机标志 · 扶手电梯标志 |      | 新城大街（西侧），隆兴路（南侧） | 中外新闻大厦，正定新区综合产业基地东区，河北国控正定总部基地 |
| 註： 設有 \| 設有扶手電梯            |      |                                  |                                                              |

## 接驳交通

### 公交车
- 商务中心西：177路
- 朱河北：正微1路

## 历史
本站工程名为行政中心站，正式站名为商务中心站，以车站临近的国金商务中心命名。
- 2015年8月12日，车站主体结构封顶[3]。
- 2019年6月26日，本站随1号线二期南段通车开通[1]。
- 2020年1月29日，受新冠疫情影响，车站暂停运营[4]。3月16日，车站恢复运营[5]。
- 2021年1月9日，受新冠疫情影响，车站暂停运营[6]。2月19日，车站恢复运营[7]。
- 2022年8月28日，受新冠疫情影响，车站暂停运营[8]。9月6日，车站恢复运营[9]。